# しにものぐるい
しにものぐるいは、八十山西男（山西惇）と八十山東男（八十田勇一）による演歌歌手ユニット。
所属事務所はキューブ。

## 略歴・エピソードなど
- 元々は日本テレビで放送されたドラマ「イケ麺そば屋探偵〜いいんだぜ!〜」（2009年7月4日 - 9月26日放送）内で結成された演歌ユニットであった。2009年9月16日に「八十峠」をリリースしCDデビューを果たす。
- 同番組内で生瀬勝久演ずる黒田金造が見いだしたこともあり、CDリリースの発売元のクレジットは黒田タレントプロモーションとなっている。
- ドラマ内では八十山兄弟として出演しているが血縁関係は無い。
- キャッチフレーズは『脇役ばかりの人生だけどいつもやるときゃしにものぐるい つまづき 転んで 泣きたい日にも「ぼくらはいつも笑ってる」』である。ラジオにゲスト出演した際にも山西は「いつも5・6番手で頑張っています」と語っている。
- ユニット名は事務所の後輩である人気音楽グループ・いきものがかりにちなんで名づけられている。後に曲の宣伝のためにゲスト出演した「いきものがかり吉岡聖恵のオールナイトニッポン」（ニッポン放送）では「仁義を切りに来ました」と語っている。

## CDリリース
- 八十峠 (2009年9月16日）

楽曲制作はいとうせいこうと倉本美津留が担当。
GO!SHIODOMEジャンボリーで開催された「イケそば祭り」（2009年8月28日）で初めて生歌が披露され、発売後の2009年9月26日には錦糸町、浅草、小岩のレコード店にて店頭イベントが行われた。